# 2012: Time For Change
Pour plus de détails, voir Fiche technique et Distribution.
2012: Time for Change est un film documentaire américain de long-métrage réalisé par le réalisateur brésilien João Amorim (en) en 2010 et basé en partie sur les livres de Daniel Pinchbeck (en).

## Sujet du film
Le film présente une alternative radicalement positive à la catastrophe apocalyptique, à l'aide de témoignages, entre autres, de David Lynch, Sting, Elliot Page (à l'époque Ellen Page), Gilberto Gil, Barbara Marx Hubbard (en), Paul Stamets, Dean Radin, Maude Barlow, Buckminster Fuller, Terence McKenna et Bernard Lietaer.

## Fiche technique
- Titre : 2012: Time For Change
- Réalisateur : João Amorim
- Production : Mangusta Productions
- Format : couleur et images d'archives en noir et blanc
- Durée : 85 minutes
- Première : le 9 avril 2010, au Lumiere Theater à San Francisco

## Distribution
- Maude Barlow : elle-même
- Ariane Burgess : elle-même
- Gerald Celente : lui-même (images d'archive)
- Policarpo Chaj : lui-même
- Michael D. Coe : lui-même (comme Dr. Michael D. Coe)
- Curt Collier : lui-même - Deputy Director Groundwork Hudson Valley
- Michael Dorsey : lui-même - Dartmouth College (comme Dr. Michael Dorsey)
- Buckminster Fuller : lui-même (images d'archive) (comme R. Buckminster Fuller)
- Indira Gandhi : elle-même (images d'archive)
- Tiokasin Ghosthorse : lui-même
- Gilberto Gil : lui-même
- Gaspar Pedro González : lui-même (comme Gaspar P. Gonzales)
- Mitch Horowitz : lui-même
- Barbara Marx Hubbard (en) : elle-même
- Michael Jantzen : lui-même - Architect
- Michio Kaku : lui-même (images d'archive) (comme Dr. Michio Kaku)
- Joel Kovel : lui-même
- Lucy Legan : elle-même
- Bernard A. Lietaer : lui-même (comme Bernard Lietaer)
- Penny Livingston-Stark : elle-même (comme Penny Livingston)
- David Lynch : lui-même
- Dennis J. McKenna : lui-même (comme Dennis McKenna)
- Terence McKenna : lui-même (images d'archive)
- Donald McPherson : lui-même - Bay Glass
- Elliot Page : lui-même (comme Ellen Page)
- T. Boone Pickens : lui-même (images d'archive)
- Dean Radin : lui-même (comme Dr. Dean Radin)
- Shiva Rea (en) : elle-même
- Richard Register : lui-même - Founder and President of Ecocity Builders
- O.J. Simpson : lui-même (images d'archive)
- André Soares : lui-même
- Paul Stamets : lui-même
- Sting : lui-même
- Elizabeth Thompson : elle-même - Executive Director of the Buckminster Fuller Institute
- John Todd : lui-même (comme Dr. John Todd)
- Ryan Wartena : lui-même (comme Dr. Ryan Wartena)
- Craig Wescott : lui-même
- Ganga White : lui-même
- Maharishi Mahesh Yogi : lui-même (images d'archive)
- Martin Luther King : lui-même (non crédité) (images d'archive)